# Дворец Бобринских
Дворец Бо́бринских — дворец в Санкт-Петербурге. Располагается между Галерной улицей, Ново-Адмиралтейским и Адмиралтейским каналами. Официальный адрес: Галерная улица, 58-60. Памятник архитектуры в стиле классицизма.

## История

### Строительство дворца
Известно, что во второй половине XVIII века городской усадьбой на этом участке владел кабинет-секретарь Екатерины II — А. В. Храповицкий, сын генерал-аншефа В. И. Храповицкого, которого некоторые источники называют первым владельцем усадьбы. По фамилии Храповицких получил своё название находящийся неподалёку Храповицкий мост через Мойку.
В 1790 году здание было куплено сенатором П. В. Мятлевым, для которого было перестроено архитектором Луиджи Руской.

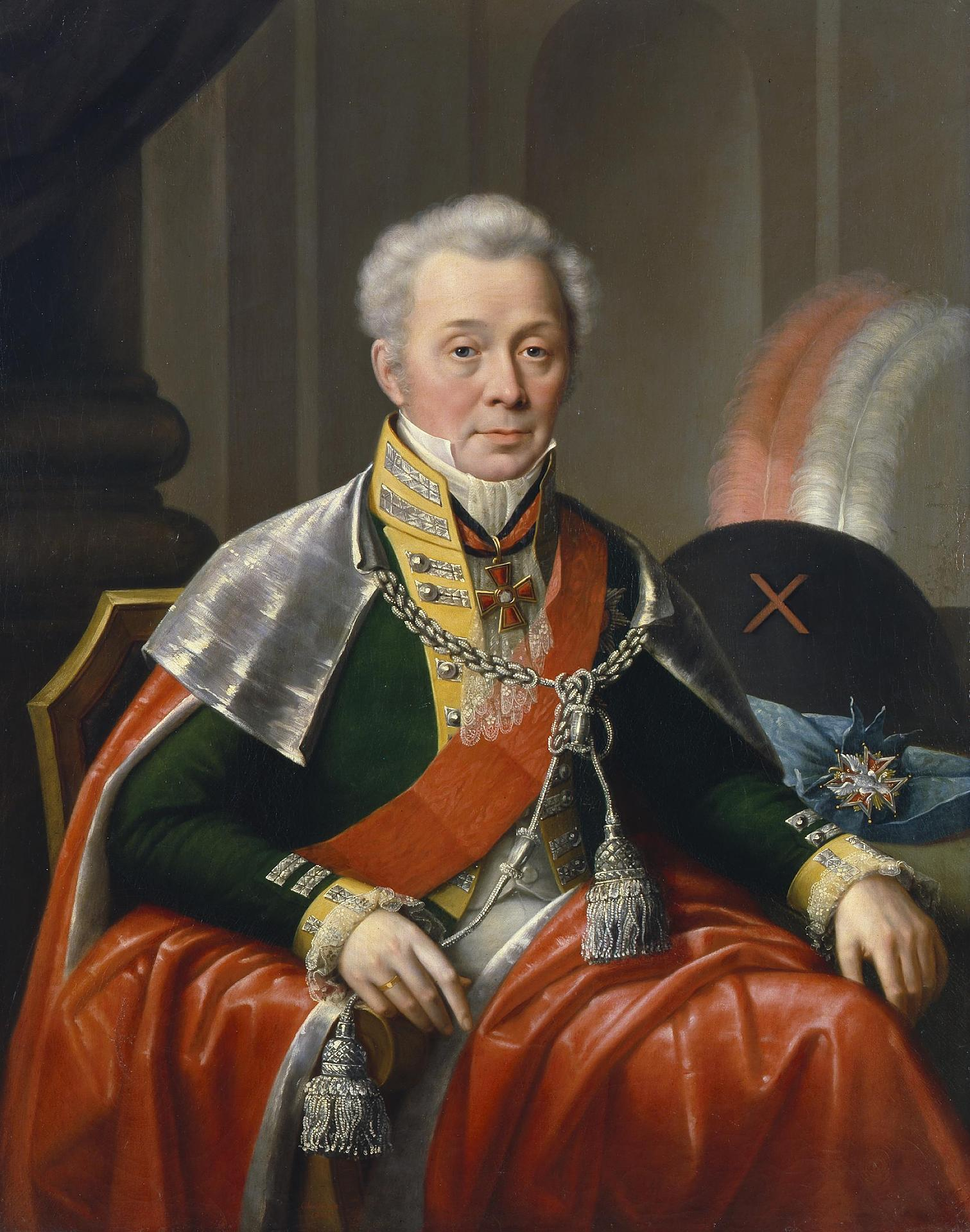
Пётр Васильевич Мятлев

Это была первая самостоятельная работа будущего известного зодчего. В ходе перестройки, проводившейся в 1792—1796 годах, в комплекс усадьбы вошло ещё одно здание, находившееся на соседнем участке — бывший дом архитектора Саввы Чевакинского. В 1798 году в течение непродолжительного времени дворцом, выкупив его у Мятлева, владел светлейший князь П. Зубов, у которого его приобрела императрица Мария Фёдоровна.

### Дворец во владении графов Бобринских
Дальнейшая история дворца связана с родом графов Бобринских. В XIX — начале XX века многие представители рода графов Бобринских занимали высокие должности в государственной иерархии и при дворе, занимались научной и общественной деятельностью. Бобринские входили в число крупных землевладельцев и собственников недвижимости. В 1897 году совокупная стоимость земли, недвижимости, финансовых активов семьи Бобринских составляла 17,5 млн рублей (несколько миллиардов рублей в ценах 2019 года). Впрочем, речь идёт о состоянии, которым совместно владели представители фамилии. Хотя личное богатство отдельных представителей ставшего к началу XX века довольно многочисленным рода Бобринских уступало состоянию богатейших российских аристократов (так к 1915 году недвижимое и движимое имущество (без городских построек и дворцов) четы Юсуповых оценивалось в 22,4 млн рублей, состояние князя С. С. Абамелек-Лазарева — порядка 31 млн рублей), род Бобринских несомненно принадлежал к наиболее состоятельным российским фамилиям. Близость рода к царствующему дому, браки с представителями других знатных родов, участие в придворной и общественной жизни, крупное состояние обеспечили Бобринским видное место в узком (несколько десятков фамилий) кругу высшей российской аристократии. Статус рода отражался и на статусе петербургского дворца Бобринских, который на протяжении более чем столетия был одним из центров светской жизни столицы.

#### Алексей Григорьевич Бобринский
В 1798 году первым владельцем усадьбы из рода Бобринских стал Алексей Григорьевич Бобринский — внебрачный сын императрицы Екатерины II и Григория Орлова. В графское достоинство он был возведён в 1796 году своим единоутробным братом Павлом I, а усадьбу на Галерной улице получил в подарок от императрицы Марии Фёдоровны.

В 1798 году, оставив военную службу, А. Г. Бобринский удалился в своё богородицкое имение под Тулой, где и проводил почти все время, изредка посещая Петербург. 

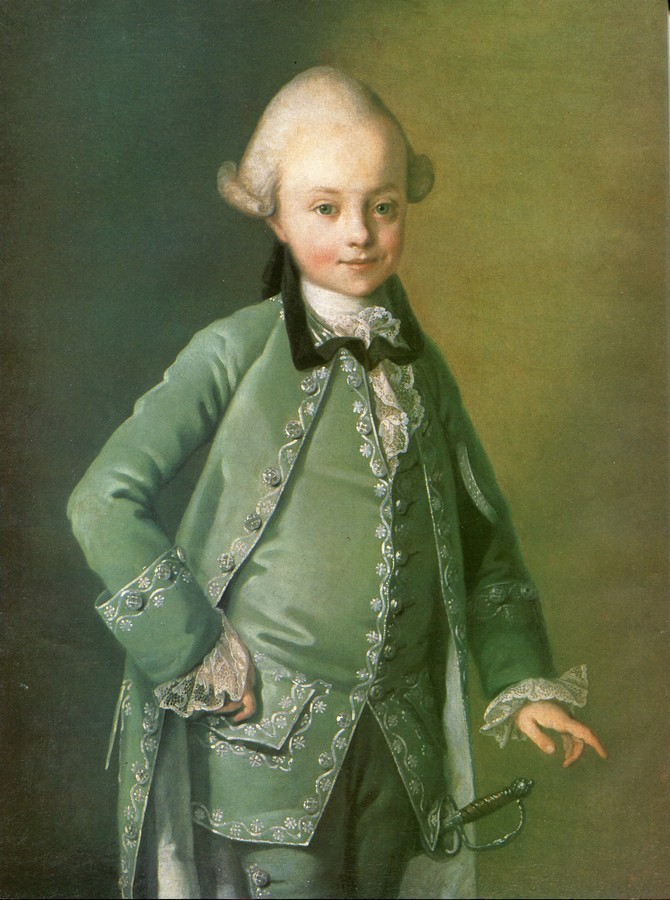
Алексей Григорьевич Бобринский в детстве

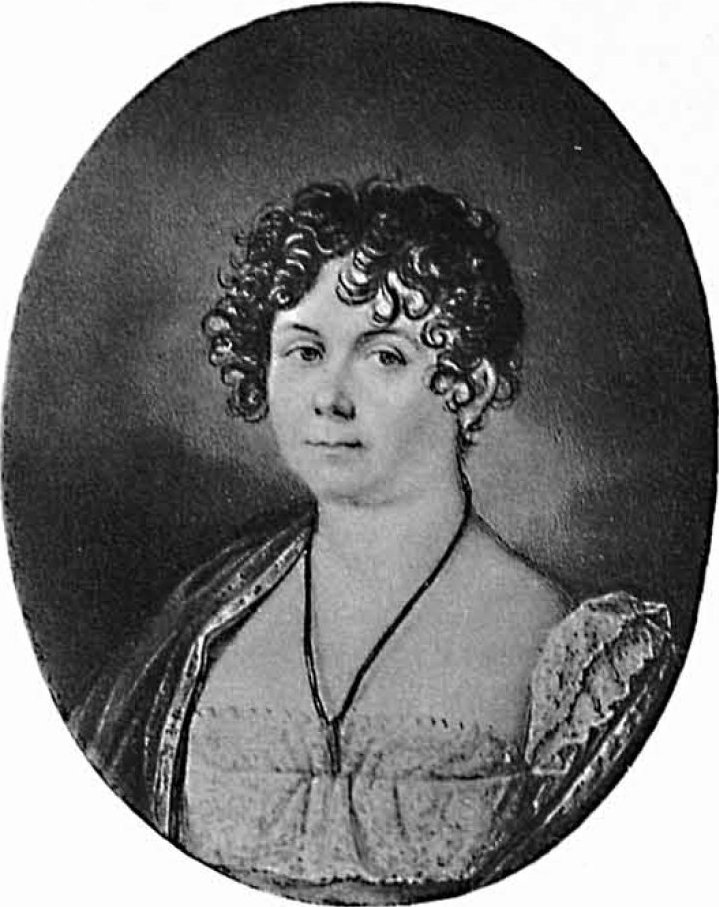
Анна Владимировна Бобринская (урождённая Унгерн-Штернберг)

После смерти мужа в 1813 году Анна Владимировна Бобринская продолжала воспитывать детей в Богородицке, зиму проводя в своём доме в Москве. В 1820-х годах семья обосновалась в петербургском дворце, который был расширен и заново отделан.
В 1830-х годах во дворце постоянно устраивались приёмы, балы, салоны, любительские спектакли, маскарады, званые вечера. По словам И. М. Долгорукого, графиня Бобринская отличалась «весёлым характером, добротой в намерениях и простотой в обычаях».

#### Алексей Алексеевич Бобринский
Старший сын Алексея Григорьевича, граф Алексей Алексеевич Бобринский и его супруга Софья Александровна продолжили традиции дома.

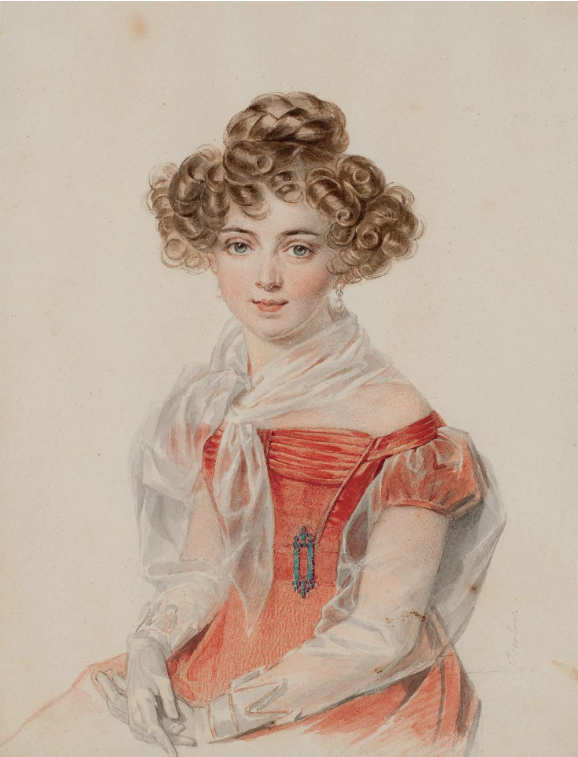
Софья Александровна Бобринская (урождённая Самойлова)

Неоднократно бывали во дворце император Николай I и императрица Александра Фёдоровна. Салон младшей графини Бобринской охотно посещали П. А. Вяземский, В. А. Жуковский (в 1819 году он был ею увлечён и посвятил ей ряд своих произведений), братья Виельгорские, А. М. Горчаков.

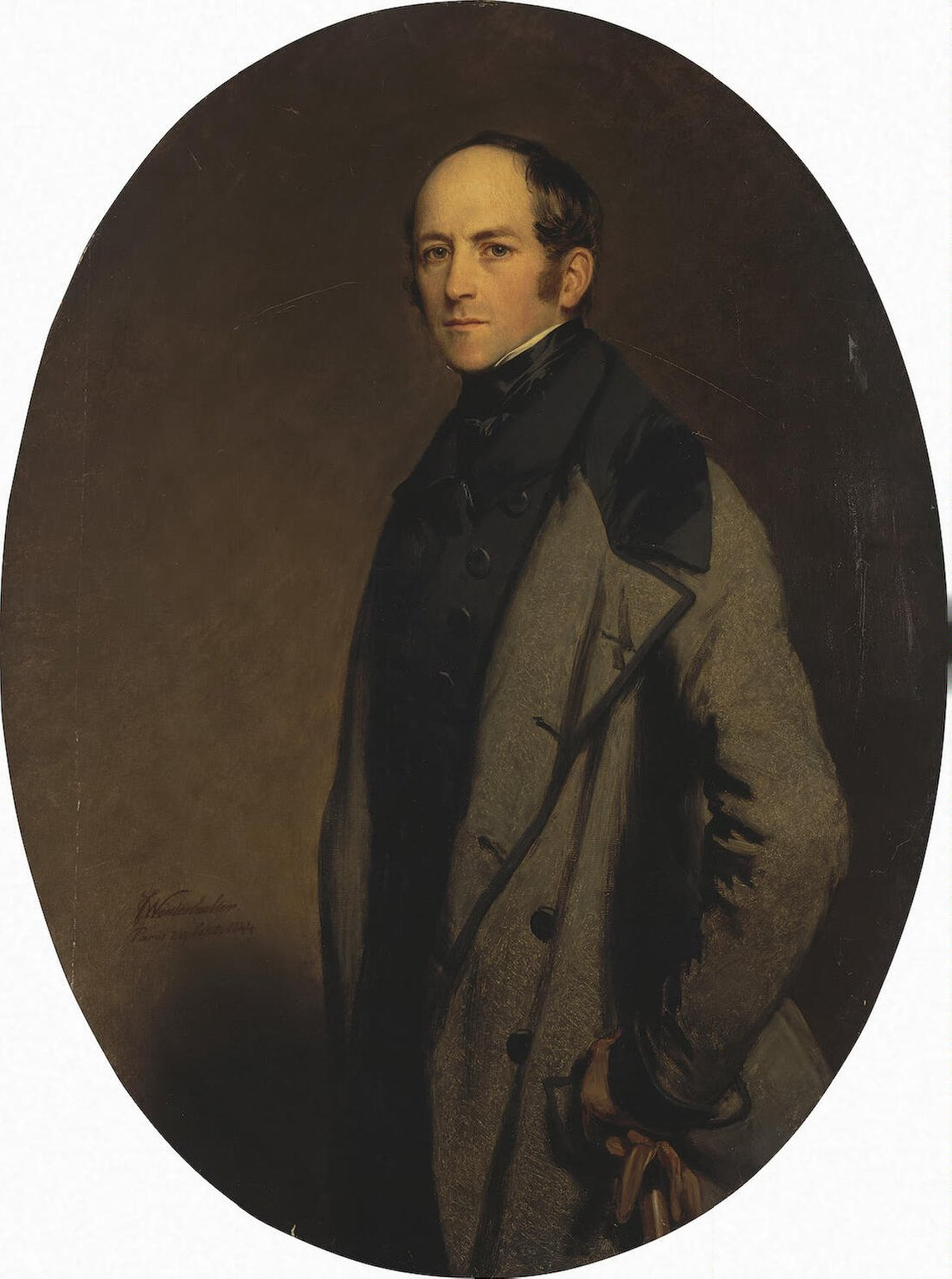
Алексей Алексеевич Бобринский

Регулярно посещал дворец А. С. Пушкин. В дневнике Пушкина за 1833-35 годы упомянуто, что он бывал на обедах у Бобринских (в частности в этот период — 6 декабря 1833 года и 28 февраля 1834 года), а 17 января 1834 года (1 января 1834 года он был пожалован в камер-юнкеры) был на балу во дворце и оставил следующую запись: 
17. Бал у гр. Бобринского, один из самых блистательных. Государь мне о моем камер-юнкерстве не говорил, а я не благодарил его. Говоря о моем «Пугачеве», он сказал мне: «Жаль, что я не знал, что ты о нём пишешь; я бы тебя познакомил с его сестрицей, которая тому три недели умерла в крепости Эрлингфосской» (с 1774-го году!). Правда, она жила на свободе в предместии, но далеко от своей донской станицы, на чужой, холодной стороне. Государыня спросила у меня, куда ездил я летом. Узнав, что в Оренбург, осведомилась о Перовском с большим добродушием.
Из письма Надежды Осиповны Пушкиной (урождённой Ганнибал) от 26 января 1834 года: 
[…] представление Наташи ко двору прошло с огромным успехом — только о ней и говорят. На балу у Бобринских император танцовал с ней, а за ужином он сидел рядом с ней.

Известно письмо Пушкина (от 6 января 1835 года) к графу Бобринскому по поводу приглашения на бал во дворце в январе следующего 1835 года (по тону письма ясно, что с графской четой они были «на короткой ноге»): 
Nous avons reçu une invitation de la part de Madame la Comtesse Bobrinsky: M-r et M-rne Pouchkine et sa soeur etc. De là grande rumeur parmi mes femelles (comme dit l’Antiquaire de W. Scott) la quelle? Comme je suppose que c’est simplement une erreur, je prends la liberté de m’adresser à vous pour nous tirer d’embarras et mettre la paix dans mon ménage. Je suis avec respect, Monsieur le Comte, Votre très humble et très obéissant serviteur A. Pouchkine. 6 janvier 1835.
[Перевод: Мы получили следующее приглашение от имени графини Бобринской: г-н и г-жа Пушкины и её сестра и т. д. Отсюда страшное волнение среди моего бабья (как выражается Антикварий В.Скотта): которая? Предполагая, что это попросту ошибка, беру на себя смелость обратиться к вам, чтобы вывести нас из затруднения и водворить мир в моем доме. Остаюсь с уважением, граф, ваш нижайший и покорнейший слуга А. Пушкин. 6 января 1835.]
Приняты в салоне графини были и недоброжелатели поэта: граф К. В. Нессельроде, барон Геккерн, Жорж Дантес.
Граф Алексей Алексеевич был одним из учредителей акционерной компании по постройке Царскосельской железной дороги. В 1835 году для привлечения дополнительных средств в капитал компании и для того, чтобы убедить сомневающихся в технических возможностях железной дороги, он построил в саду дворца участок железной дороги, по которому двигалась тележка, гружёная 500 пудами камней.
Алексей Алексеевич Бобринский был одним из первых российских фотографов / дагерротипистов. Портреты членов семьи графа, выполненные методом дагерротипии в 1842-43 годах относятся к наиболее ранним российским дагерротипам. Часть из них была выполнена в Петербурге, но не в ателье и не на даче Бобринских на Каменном острове, то есть весьма вероятно, что во дворце на Галерной. Эти дагерротипы были частью фотоколлекции графов Бобринских, в настоящее время — в коллекции Государственного Эрмитажа.
С 1856 года и до смерти в 1868 году граф Алексей Алексеевич оставил Петербург и жил в имении Смела под Киевом.

#### Александр Алексеевич Бобринский
Роль дворца как одного из центров светской жизни Санкт-Петербурга сохранялась при следующем представителе рода — Александре Алексеевиче, который в 1861-64 годах занимал должность петербургского гражданского губернатора, в 1869-72 годах был петербургским губернским предводителем дворянства, а также с 1858 года занимал различные придворные должности, в частности с 1890 года и до смерти в 1903 году одну из высших — обер-гофмейстера.

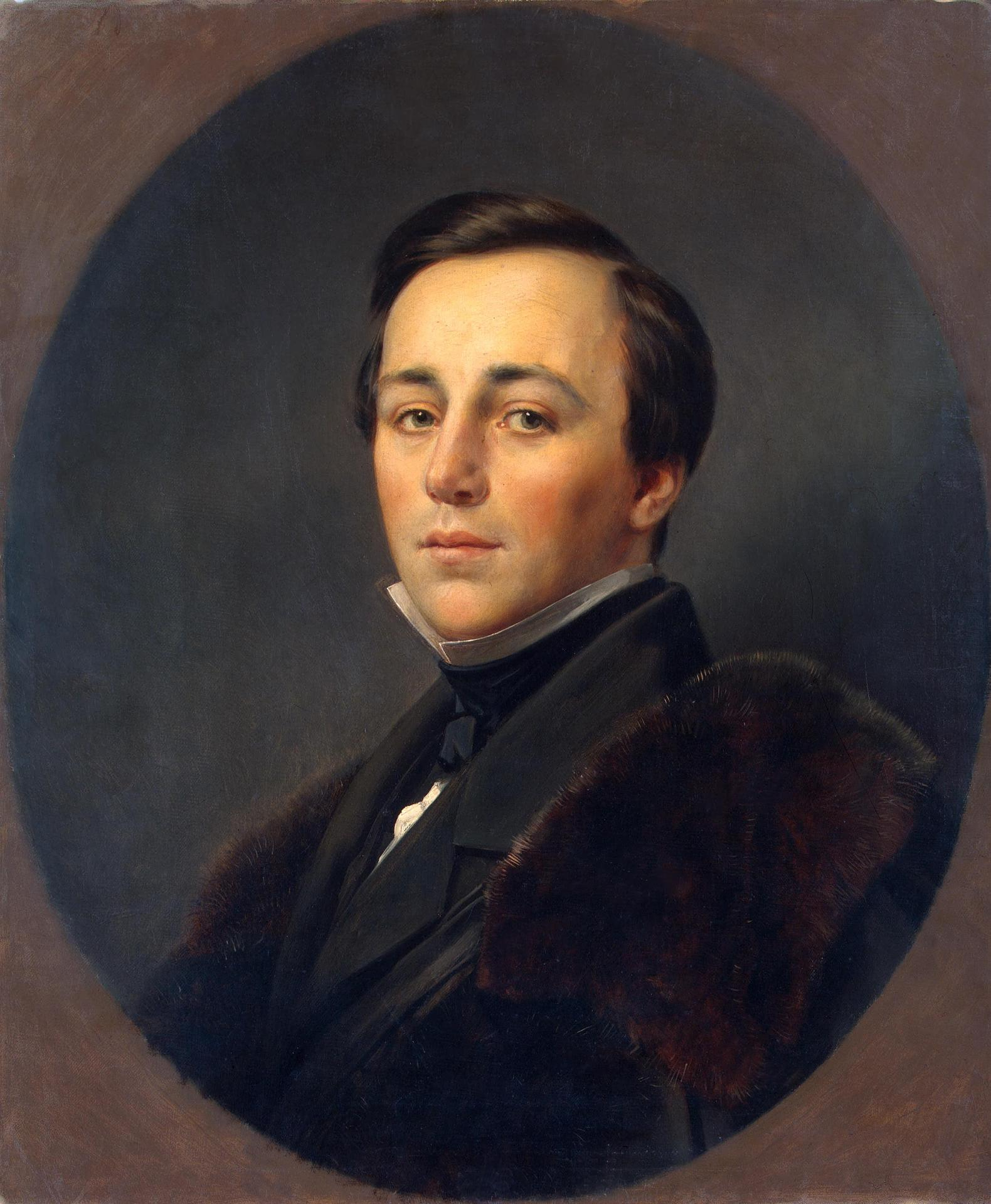
Александр Алексеевич Бобринский

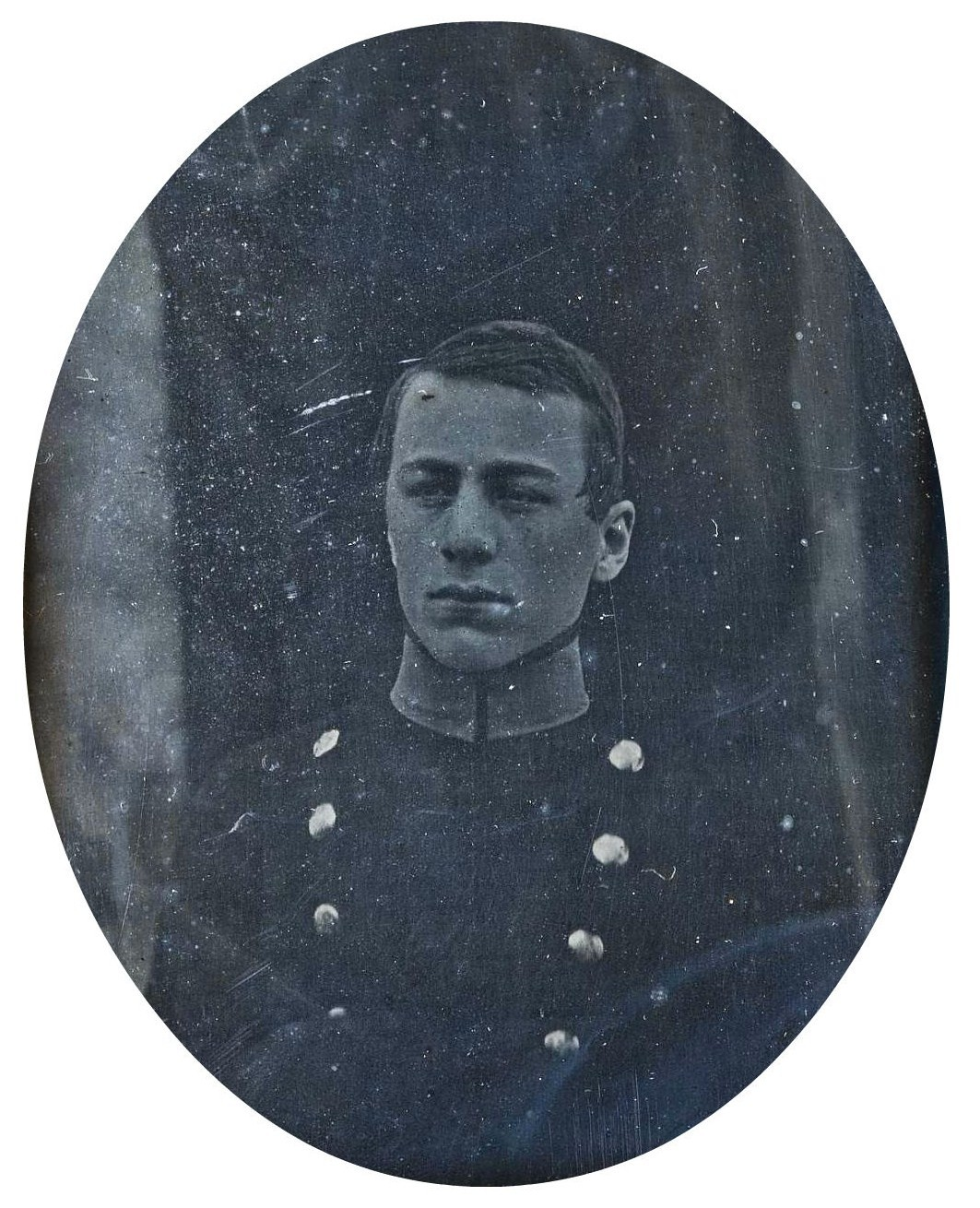
Александр Алексеевич Бобринский в форме студента Санкт-Петербургского университета (дагерротип 1842 года)

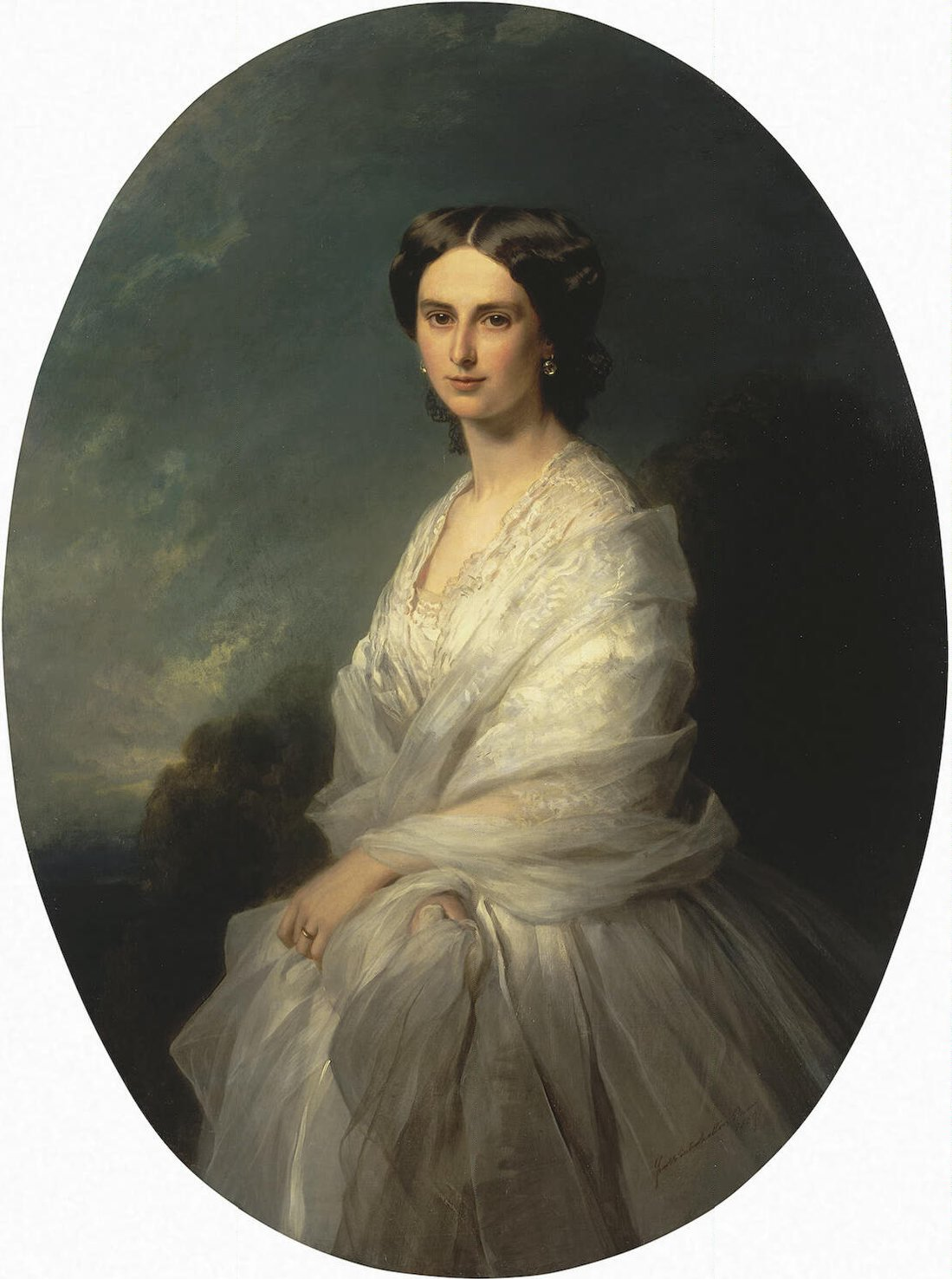
Софья Андреевна Бобринская (урождённая Шувалова)

Во второй половине XIX века коллекции живописи, оружия и книг во дворце Бобринских были открыты для публики; также был создан мемориальный кабинет графа Г. Г. Орлова.

Дворец на Галерной улице в Петербурге традиционно служил домом старшему из сыновей предшествующего владельца, что не исключало наличия в нём апартаментов для других членов фамилии. Один из братьев Александра Алексеевича, Владимир Алексеевич Бобринский, на определённом этапе своей карьеры, связанном с исполнением обязанностей сначала товарища (заместителя) министра путей сообщения (1868-69 годы), а затем и собственно министра (1869-71 годы), вернулся в Петербург и также жил во дворце на Галерной, вместе с семьёй брата. 

Владимир Алексеевич Бобринский

В эти годы чиновником особых поручений при В. А. Бобринском по линии министерства путей сообщения был Владимир Михайлович Жемчужников, который вместе с братьями Алексеем и Александром, а также с А. К. Толстым, известен как создатель литературного образа Козьмы Пруткова. В одном из флигелей (с отдельным входом с улицы) дворца Бобринских для В. М. Жемчужникова была выделена квартира. Из переписки Ивана Сергеевича Тургенева (письмо Тургенева к Полине Виардо от 24 февраля (8 марта) 1871 года (оригинал по-французски)) известно, что 7 марта 1871 года он, по приглашению В. М. Жемчужникова, побывал в его квартире во дворце на Галерной на музыкальном вечере (на конверте от пригласительного письма указан адрес «Мойка, Храповицкий мост, д. гр. Бобринского 2-й флигель, вход с улицы»):
Вечером я отправился к некоему г-ну Жемчужникову, брату того, которого вы видели в Баден-Бадене […] Я застал там нескольких приверженцев новой русской музыкальной школы (к сожалению, не Кюи), но зато великого Балакирева, которого они признают своим вождем.

#### Алексей Александрович Бобринский
Последний хозяин (с 1903 года) усадьбы из рода Бобринских — граф Алексей Александрович Бобринский, историк, археолог, государственный деятель. Первым браком был женат на Надежде Александровне, дочери влиятельного государственного деятеля и крупного промышленника Александра Александровича Половцова.

Так же, как и его отец в 1840-х годах, Алексей Александрович в 1870-х годах учился в Санкт-Петербургском университете. Он обобщил собственные впечатления о студенческой жизни и сравнил с рассказами своего отца. В рукописи «Студенты 40-х годов студентам 70-х годов» граф с сожалением пишет об изменениях в студенческой среде по сравнению со студенческой юностью отца:
Не странной, не дикой ли показалась бы нам такая среда студентов, в которой незнакомы были бы ни презрение к университету, ни политические системы, ни нигилистическая простота? Не странной ли показалась бы такая сфера, в которой студенты гордились бы своим названием, в которой человек мог бы желать образования и не распускать волос до колен, в которой студенты, сходясь на веселые пирушки хорошо знали бы, что никто не посмеет заговорить среди их языком Нечаева, не навлекая на себя общей насмешки, общего презрения и общего гнева.

Прошли те дни, когда студенты стремились к «жизни легкой и свободной», когда веселость шла на равных с занятиями наукой, когда каждый студент считал себя лишь студентом, когда глупая спесь ещё не заставляла его корчить из себя ученого и презирать все права и святые преимущества молодости… И сколько у нас теперь этих молодых стариков! Одна эта мысль, что все студенты университета должны быть веселы в часы досуга — нам кажется смешною. Пожимают плечами: «Веселиться? Как можно нам веселиться? Студенты не веселятся! Нам нужна работа! Нам нужны самостоятельные труды; развитие наших умственных способностей!»

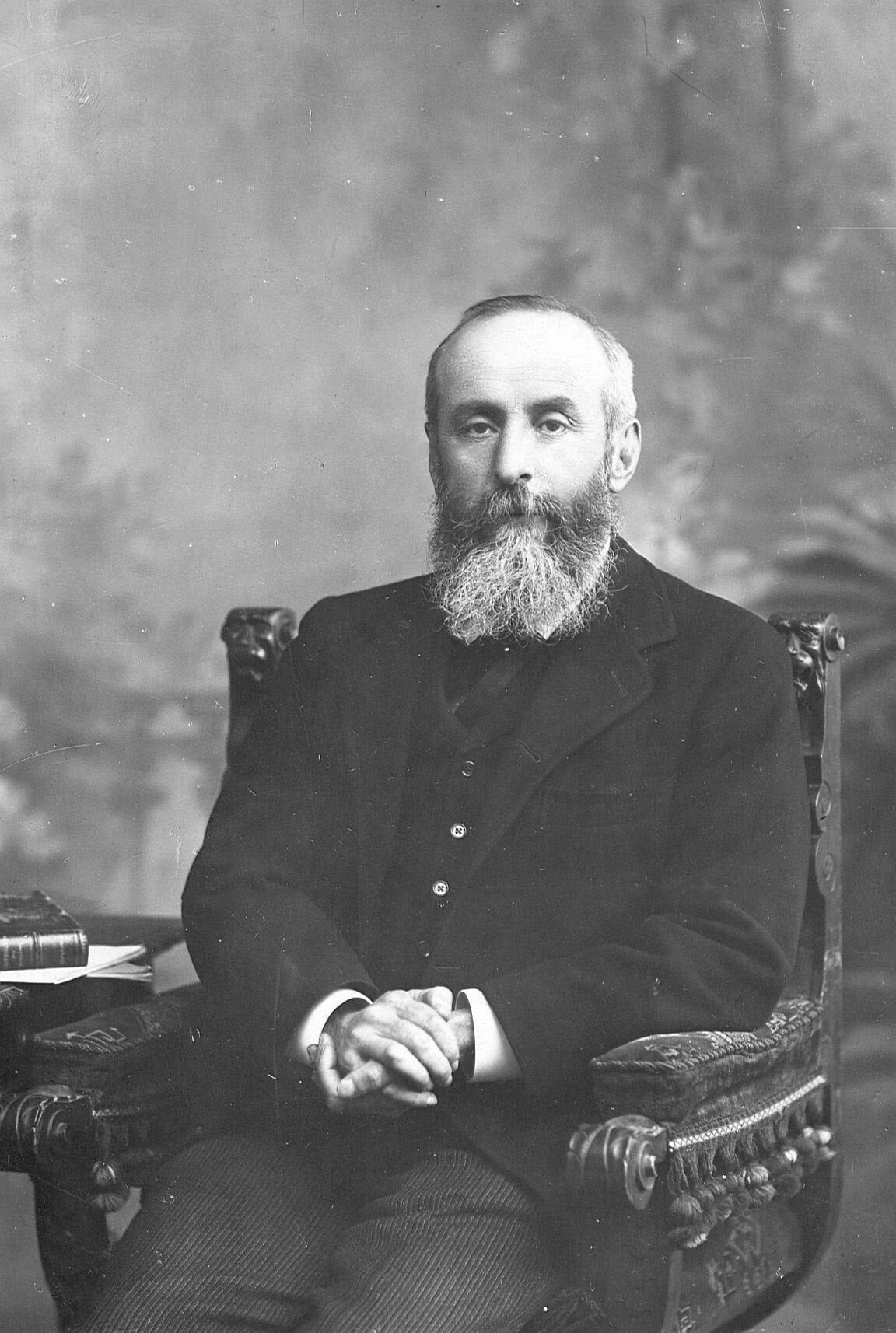
Алексей Александрович Бобринский

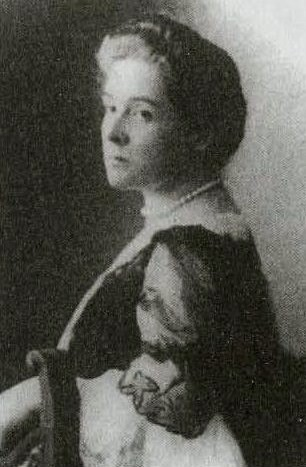
Надежда Александровна Бобринская (урождённая Половцова) — 1-я жена А. А. Бобринского, с 1906 года — в разводе

Статус и родственные связи семьи Бобринских были таковы, что не только на торжественных приёмах, но и на повседневных обедах и ужинах во дворце на Галерной встречались наиболее заметные фигуры тогдашней России, обсуждались важные политические вопросы. Характерен описанный в дневнике А. А. Половцова эпизод от 2 января 1902 года, когда во время регулярного семейного визита он застал во дворце министра финансов С. Ю. Витте:
2 Среда. Был у моей дочери Бобринской. Встречаю там Витте, который горько жалуется на московского генерал-губернатора великого к(нязя) Сергея Александровича. Не имея серьёзной подготовки к исполнению своих обязанностей, под влиянием окружающих его лиц и в особенности обер-полицеймейстера Трепова [тоже чуждого всяким государственным познаниям офицера] в(еликий) к(нязь) вбил себе в голову, что для водворения в фабричном мире тишины и спокойствия необходимо дать рабочим все то, на что их подговаривают социалистические учители. Не входя в существо социалистических учений, С(ергей) А(лександрович) думает, что проведение принципа, что реформы должны итти сверху, а не снизу, достаточно для разрешения столь сложных и жгучих вопросов, как дарование восьмичасового дня, установление заработной платы правительственной властью, участие рабочих в выгодах фабричных предприятий.

В 1905 году графа Алексея Александровича Бобринского избирают председателем «Отечественного союза», политического объединения (просуществовавшего, впрочем, недолго), ключевыми принципами которого, были «самодержавие, совещательный земский собор, борьба с конституционализмом». В союз входили около 350 человек (представители высшей бюрократии, генералитета, дворянства, в том числе 8 сенаторов, 15 военных в звании генералов, 41 предводитель дворянства (8 губернских и 33 уездных), 35 представителей титулованной знати). Встречи членов «Отечественного союза» проходили во дворце на Галерной. Один из членов союза, В. И. Гурко, писал: 
Живо вспоминается мне собрание правления Союза на Галерной в уютном особняке гр. А. А. Бобринского. В сравнительно небольшом зале, устланном мягким ковром и уставленном шкапами, заполненными бесчисленным множеством предметов археологии, полученных от произведенных графом раскопок, за продолговатым столом, при смягченном розовыми абажурами свете нескольких канделябров, собрались созидатели Союза и серьёзно обсуждали вопросы, на решение которых они, в сущности, лишены были возможности сколько-нибудь значительно повлиять. Происходила, однако, работа мысли, выяснялись взгляды участников, выяснялось одновременно и то разногласие между ними, которое впоследствии должно было распределить их по различным политическим группировкам, хотя в общем и консервативного, но совершенно различного по существу направления.
С учреждением в Российской империи Государственной Думы граф А. А. Бобринский предпринимает несколько попыток баллотироваться в депутаты. Ему удаётся стать депутатом III Думы в 1907 году. В 1912 году в связи с назначением в Государственный совет он покидает Думу. Сторонник правых партий и монархист, граф А. А. Бобринский предпринимает ряд шагов, направленных на сближение консерваторов в Госсовете и Думе. В эти годы во дворце на Галерной на смену балам и светским встречам приходят как закрытые встречи политиков правого крыла, так и регулярные политические рауты с участием многочисленных приглашённых гостей.
Так 6 ноября 1911 года (за несколько дней до слушаний в Государственном Совете законопроекта о переходе из одного вероисповедания в другое) во дворце прошёл раут, на котором присутствовало более 100 человек (представители Госсовета и Госдумы, церковные иерархи, учёные и т. д.). Собрание было посвящено дискуссии о свободе церкви. Доклад на нём, посвящённый необходимости признания государством права на «внеисповедное состояние», сделал известный церковный публицист и правовед Н. Д. Кузнецов. По словам самого Кузнецова, доклад вызвал почти бурю в правых партиях и синодальных сферах.
В отличие от балов и салонов XIX века, политические дискуссии 1910-х годов во дворце посещались уже не только аристократией, но и представителями иных социальных слоёв, которые в ещё недавнем, на тот момент, прошлом не имели практически никаких шансов бывать в качестве гостей во дворцах вельмож. Видимо поэтому светский лоск, естественным образом отличавший политические рауты во дворце на Галерной улице, у некоторых гостей вызывал неоднозначные впечатления, слухи о которых затем распространялись по стране. Так проповедник, публицист и литератор В. П. Свенцицкий оставил следующую, исполненную негодования реплику:
Что такое «патриотизм»? Патриотизм — это шампанское. Когда народ питается тюрей из картофеля и опилок, умирает от цинги и тифа — это называется голодом. Когда на рауте у графа Бобринского пьют за славу России — это называется «патриотизмом» […] Искренний пафос Аксакова — в шампанское графа Бобринского.
В 1911 году во дворце был дан банкет в честь избрания графа А. А. Бобринского председателем наблюдательного совета Русско-Английского банка. В своём выступлении граф выразил надежду, что помещением капиталов в российские промышленные предприятия англичане «разовьют их до надлежащих размеров и, способствуя, с одной стороны, процветанию обеих стран, с другой стороны, будут содействовать дружественному сближению двух великих империй».
С началом Первой мировой войны А. А. Бобринский безвозмездно предоставил дворец для лазарета Красного креста. В революционном 1917 году часть дворца была занята под казармы революционными батальонами (женским и латышским), другая продолжала использоваться под лазарет. Денег на содержание здания, на выплату жалованья дворникам и обслуживающему персоналу после революции у пока ещё владельца не хватало. Ввиду ареста банковских счетов ему не удалось воспользоваться своими сбережениями. Хотя Временное правительство во главе с Керенским обещало назначить графу пенсию, как бывшему члену Государственного совета, октябрь 1917 года положил конец этим надеждам. Попытки А. А. Бобринского в начале 1918 года добиться у новых властей (большевиков) назначения ему пенсии и компенсации расходов на содержание лазарета или, хотя бы, освобождения домовладения, используемого для общественных целей и имеющего историческую ценность, от налогов и сборов не увенчались успехом.
После событий октября 1917 года над частными дворцами Петрограда нависла серьёзная угроза. На фоне послереволюционного хаоса и проблем с продовольствием слухи (зачастую преувеличенные) о сокровищах, сокрытых во дворцах знати, а также о содержимом винных погребов, подогревали интерес шаек погромщиков и грабителей. Летом 1918 года, 1 августа, особыми декретами были национализированы дворцы графини Е. В. Шуваловой на Фонтанке, графа С. Г. Строганова на Невском проспекте и графа А. А. Бобринского на Галерной улице, что спасло их от полного разграбления. После издания декрета о национализации А. А. Бобринский переехал на Юг России, затем в Киев. В 1920 году он перебрался в Константинополь, а в 1921 году — во Францию, где жил и был похоронен в 1927 году.

### Дворец в советское время
В 1920-х в здании разместился Историко-бытовой отдел Русского музея. В 1925 году здесь была организована выставка «Купеческий портрет XVIII—XX вв.» с частичным «воссозданием» историко-типологических интерьеров, включая фантазийное «Зальце купца 1840-50-х годов».
Впоследствии собранная Бобринскими коллекция произведений живописи, предметы мебели (в частности, гарнитур из Красной гостиной) поступила в Государственный Эрмитаж.

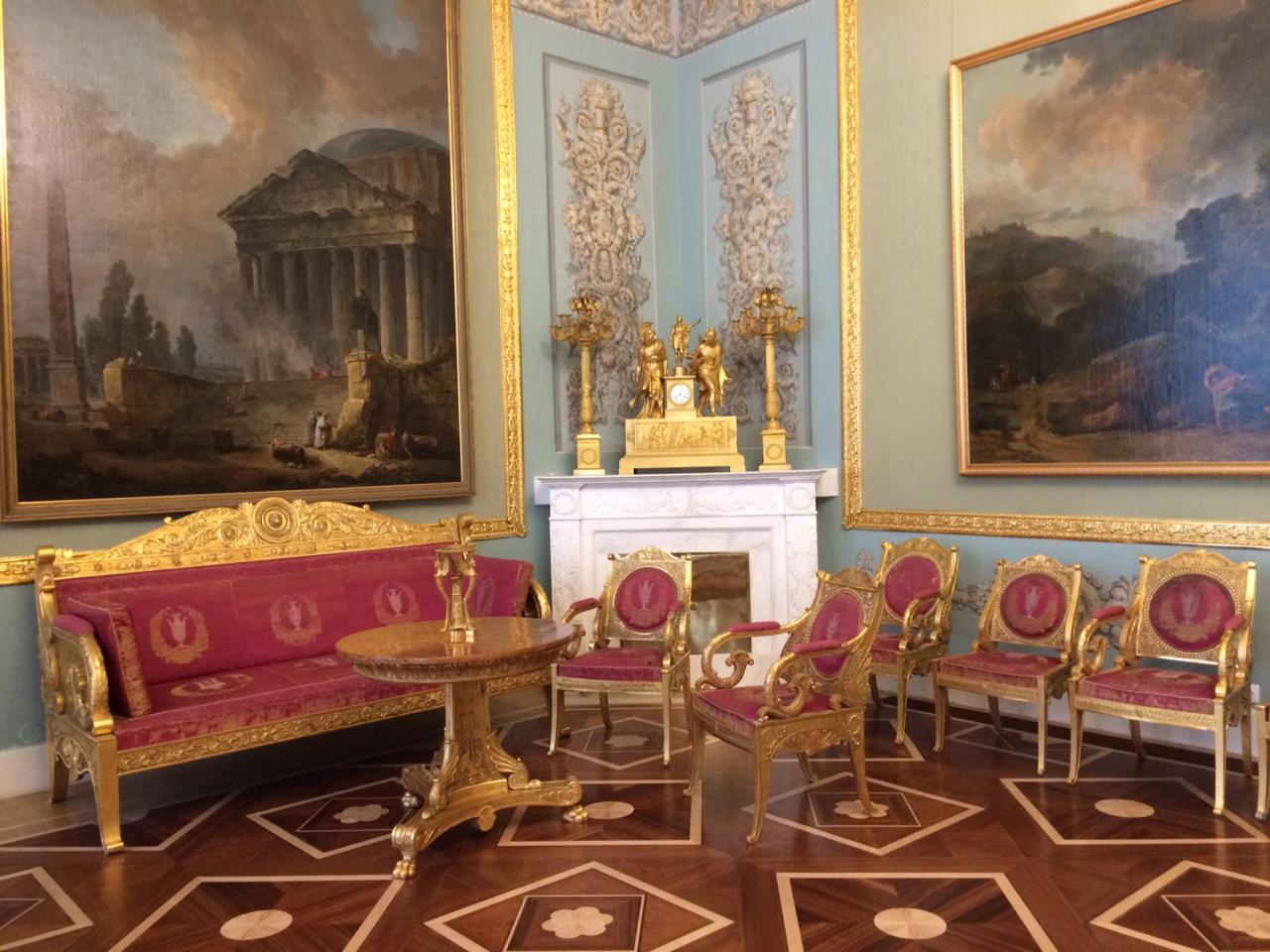
Гарнитур из Малиновой гостиной дворца Бобринских в экспозиции Главного штаба Государственного Эрмитажа

Среди музеев и библиотек была распределена библиотека дворца из более чем 13 тысяч томов. Богатое убранство дворца было частично расхищено, частично также передано в различные музеи страны. Например, ряд предметов из собрания художественных ценностей А. А. Бобринского оказался в краеведческом музее Нальчика (раздел нумизматики, включающий 70 наименований, две вазы-канделябра на 11 свечей, две пепельницы, ружьё одноствольное, инкрустированное, работы Аристова с золотой насечкой на стволе); два бронзовых кубка с фигурами рыцарей и Вакхов (Россия, XIX век) отправились в 1924 году в Омский музей изобразительных искусств и т. д.
Также с 1929 года в здании размещался Центральный географический музей, созданный В. П. Семёновым-Тян-Шанским. В музее были организованы тематические выставки, которые увидели десятки тысяч человек. В начале 1933 года в одном из документов Госплана СССР музей был даже объявлен «ударным». Через музей прошли все школьники Ленинграда и масса иностранных экскурсантов. В 1931 году музей уплотнили, предоставив 1500 м². организации «Гипровод». Из-за бесхозяйственности «Гипровода» летом 1931 года в здании вспыхнул пожар, в результате которого пострадал краеведческий отдел музея, затем помещение «Гипровода» было отдано новым уплотнителям. Лишь в 1935 году, после выхода в 1934 году нового закона об охране музеев, все здание было возвращено музею. Но с уходом по состоянию здоровья Семёнова-Тян-Шанского с поста руководителя началось угасание музея. Когда музей в конце концов был передан Ленинградскому университету, музейное помещение занял сначала заочный сектор университета, а затем ремесленное училище. В начале 1941 года последовало постановление Ленсовета и ректората ЛГУ о закрытии музея.
В 1952 году во дворце разместился географический факультет ЛГУ, а с 1960-х годов — Научно-исследовательский институт комплексных социальных исследований (НИИКСИ) и психологический факультет ЛГУ. Комплексной реставрации дворца в советские годы не проводилось, помещения (включая дворцовые залы) постепенно приходили в упадок.
Из воспоминаний студентки (1968—1973 годы) психфака ЛГУ Л. В. Бочищевой:
Этот старинный дом мне тоже очень нравился — и центральная лестница с огромным зеркалом сбоку, и прекрасные старинные люстры, и деревянные винтовые внутренние лесенки для слуг, по которым мы поднимались со второго этажа на третий, уже под крышей, где располагались маленькие комнаты, в которых, видимо, когда-то жила челядь. В наше время их использовали для семинаров и занятий иностранными языками, а дальше были помещения лабораторий. Но стоит сказать и о том, в каком ужасном виде отчасти пребывало это здание […] на третьем курсе во время лекции […] в камерном зале с грохотом отвалился большой кусок лепнины и упал на вьетнамцев, которые сидели у этой стены […] Хорошо, что они очень быстро среагировали — отпрянули, пригнулись, и их только запорошило. Они даже не сильно испугались, потому что у них шла война и они привыкли к подобным неожиданностям.
Из воспоминаний социолога Е. Э. Смирновой:
Взаимодействие НИИКСИ и психологического факультета — особая страница жизни института. Обе организации в 70-х годах располагались во Дворце Бобринского на Красной улице, теперь — опять Галерной. Этот особняк заслуживает хоть небольшого описания. В нём сохранилось тогда всего несколько помещений с остатками былого великолепия. Небольшой овальный кабинет директора выходил своими высокими окнами в сад с высокими деревьями, и весной из окон были видны цветущие каштаны. В нём сохранились книжные шкафы. Потолок был расписан мелкими звездами. Многие завлабы признавались, что во время скучных заседаний они пытались сосчитать их количество. Благородные пропорции и уют этого кабинета практически всех приводили в восхищение. Юридическая лаборатория располагалась в красной гостиной (наше местное название). Она сохранила темно-красный шелк на стенах, зеркала и позолоту. Ещё две лаборатории — социологическая и лаборатория Лисовского сохранили только немного лепнины. Практически все остальные помещения имели простой рабочий вид, стены были закрашены масляной краской. В те времена сохранились в нескольких помещениях и уникальные бронзовые люстры. Само здание имело П-образую форму. Факультет занимал одно крыло, НИИКСИ помещался в центральной части. Второе крыло было отдано поликлинике. Крылья здания на первом этаже имели помещения, окна которых были вровень с тротуаром и работать в них было сложно, ибо время от времени они подвергались нашествиям крыс. Нашей лаборатории пришлось там просуществовать несколько лет, и эти проблемы нам были знакомы.

### Современность
13 декабря 2001 года Федеральной комиссией по Управлению государственной собственностью дворец Бобринских был передан в ведение СПбГУ. C 2002 года в помещениях дворца проводятся занятия Факультета свободных искусств и наук. С 2003 года во дворце начались неотложные ремонтно-реставрационные работы, поскольку в нескольких помещениях существовала угроза обрушения стен. По Федеральной программе «Культура России» в 2004 году из федерального бюджета на реконструкцию дворца было выделено 26 миллионов рублей, в 2005 году — 30 миллионов рублей. Проект реконструкции дворца предусматривал сохранение фасадов, конфигурации кровель, сводчатых перекрытий первого этажа, а также реставрацию уцелевшей декоративной отделки парадных помещений, металлической и кирпичной оград. Парадные помещения главного корпуса приспосабливались под читальные залы библиотеки, конференц-центр и несколько больших аудиторий. Реставрация продолжалась около 8 лет. Торжественное открытие дворца Бобринских после реставрации состоялось 31 августа 2011 года.
В настоящее время во дворце проходят занятия, проводятся исследования, реализуются арт-проекты студентов и преподавателей факультета. Силами выпускников, преподавателей и сотрудников подготовлен аудиогид по дворцу. В течение года во дворце регулярно проводятся конференции и семинары (информация о графике проведения мероприятий размещается на интернет-сайте факультета), доступ на многие из которых открыт для публики (по предварительной регистрации либо по предъявлении удостоверения личности, в зависимости от мероприятия). Также с 2016 года во дворце периодически проходят экскурсии (по предварительной записи) в рамках проекта «Открытый город».

## Архитектура
Застройка участка типична для городской усадьбы конца XVIII века. П-образное в плане здание образовано тремя связанными друг с другом корпусами, главный дом расположен в глубине участка. В 1846—1850 годах дворец был частично перестроен по проекту архитектора Г. Э. Боссе. Обширный парадный двор окружают низкие служебные флигели и ограда с воротами. Одноэтажные флигели со стороны парадного двора надстроены в 1883 году.
Центральный корпус дворца отличается богатой пластической обработкой главного и садового фасадов. Главный фасад дворца выходит во двор. Его средняя часть отмечена портиком, украшенным четырьмя ионическими колоннами; портик объединяет первый и второй этажи. Вертикали колонн продолжены мраморными статуями, стоящими на антаблементе и олицетворяющими времена года. Статуи выполнены неизвестным итальянским скульптором в первой половине XVIII века. Между вторым и третьим этажами находится сильно выступающий карниз.
Главный вход во дворец расположен со стороны парадного двора по Галерной улице, въезд в который оформлен монументальными воротами с бюстами на пилонах. Через неширокие проёмы въездных ворот виден лишь центральный ризалит здания.
Садовый фасад со стороны Адмиралтейского канала оживляют закруглённые выступы ризалитов-полуротонд по бокам и портик коринфского ордера с фронтоном.
Центральный ризалит трёхэтажный, боковые ризалиты построены в два этажа.
В одну линию с садовым фасадом главного здания построен дополнительный корпус, на втором этаже которого находится самый большой парадный зал дворца. Фасады этого корпуса не имеют яркой художественной отделки, так как скрываются в глубине сада.
Сад отделяют от набережных каменная рустованная ограда (по набережной Ново-Адмиралтейского канала) и сквозная решётка (по набережной Адмиралтейского канала, начало XIX века). В месте соединения оград в южной оконечности сада, напротив Храповицкого моста, находится небольшой двухэтажный павильон-беседка (его автор — также Луиджи Руска), увенчанный невысоким куполом. Его фасады по периметру украшены арочными окнами. Оформление павильона дополнено балконами второго этажа и спуском в сад с внутренней стороны.
Каменная ограда украшена копиями античных бюстов (конец XVIII века, воссозданы в 1970-е годы).

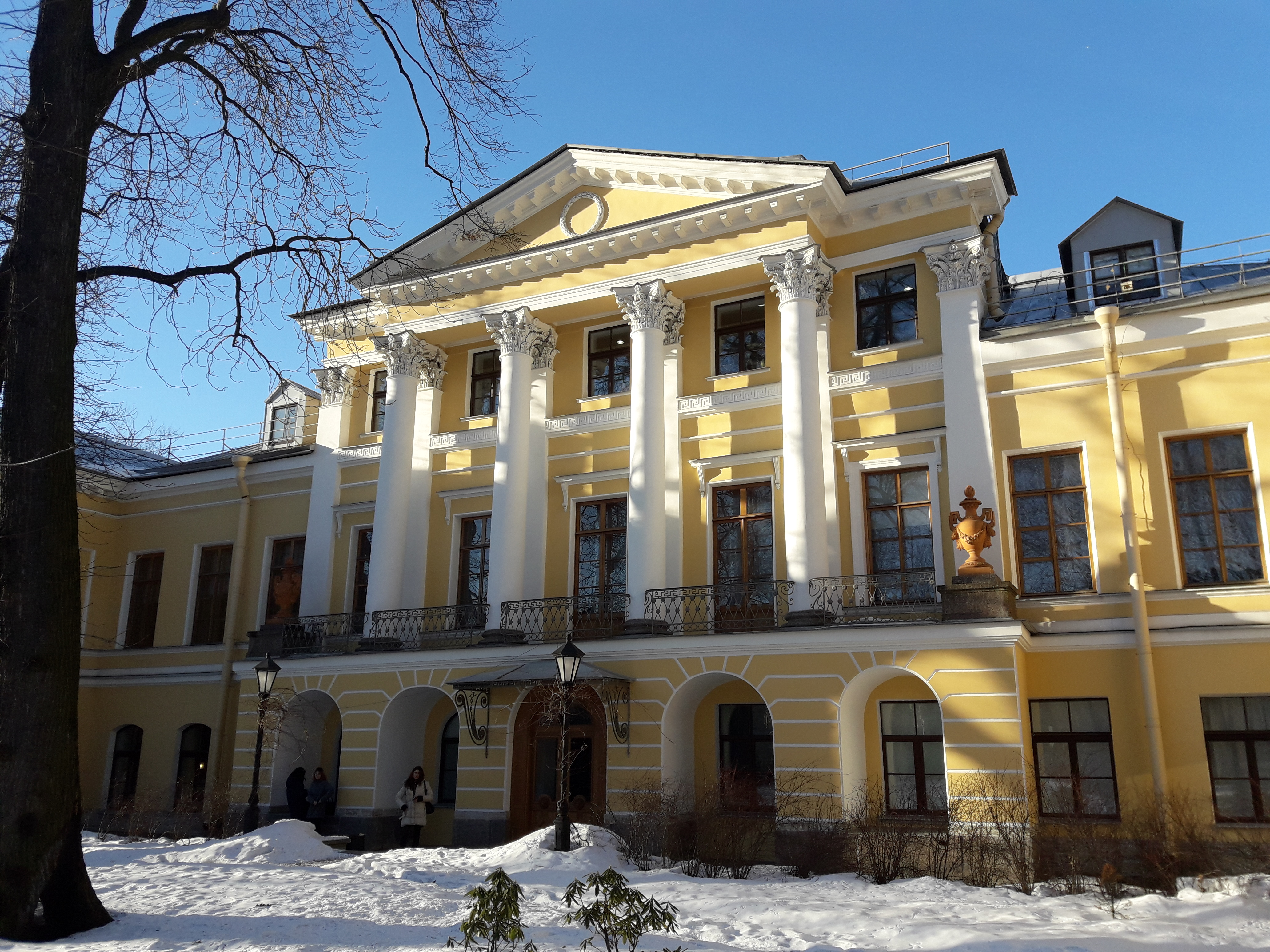
Фасад дворца Бобринских со стороны сада
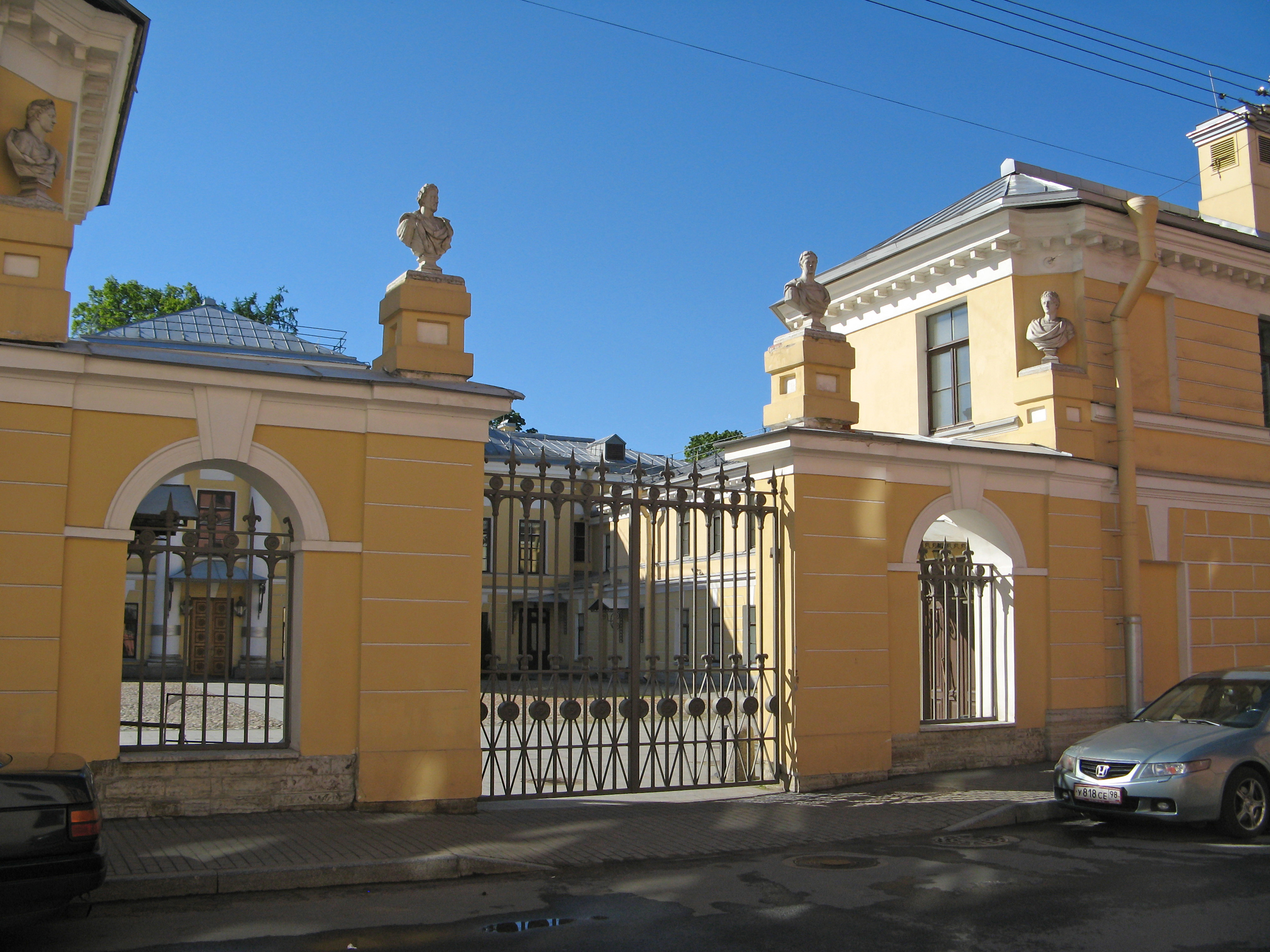
Ограда парадного двора
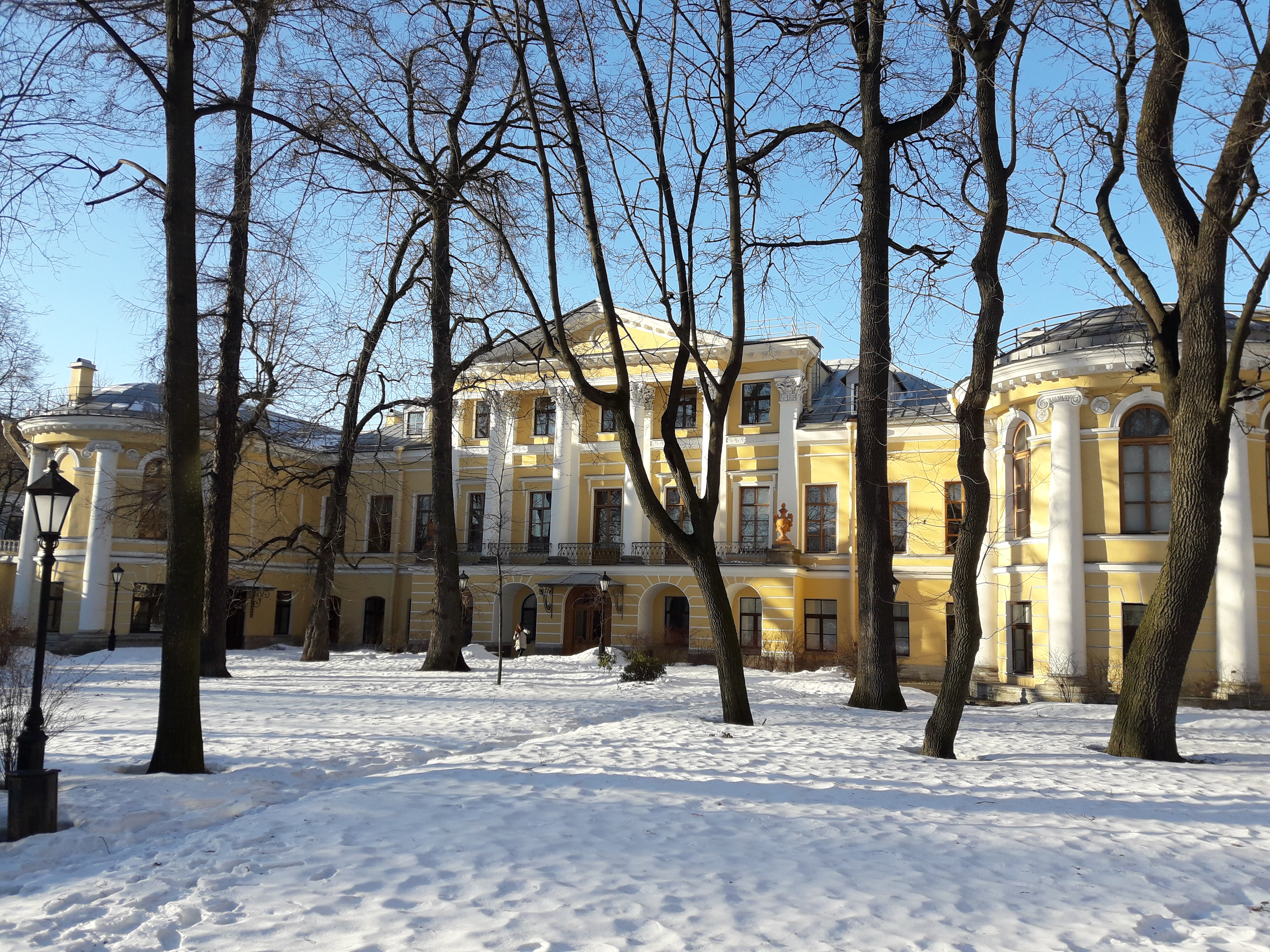
Садовый фасад дворца Бобринских
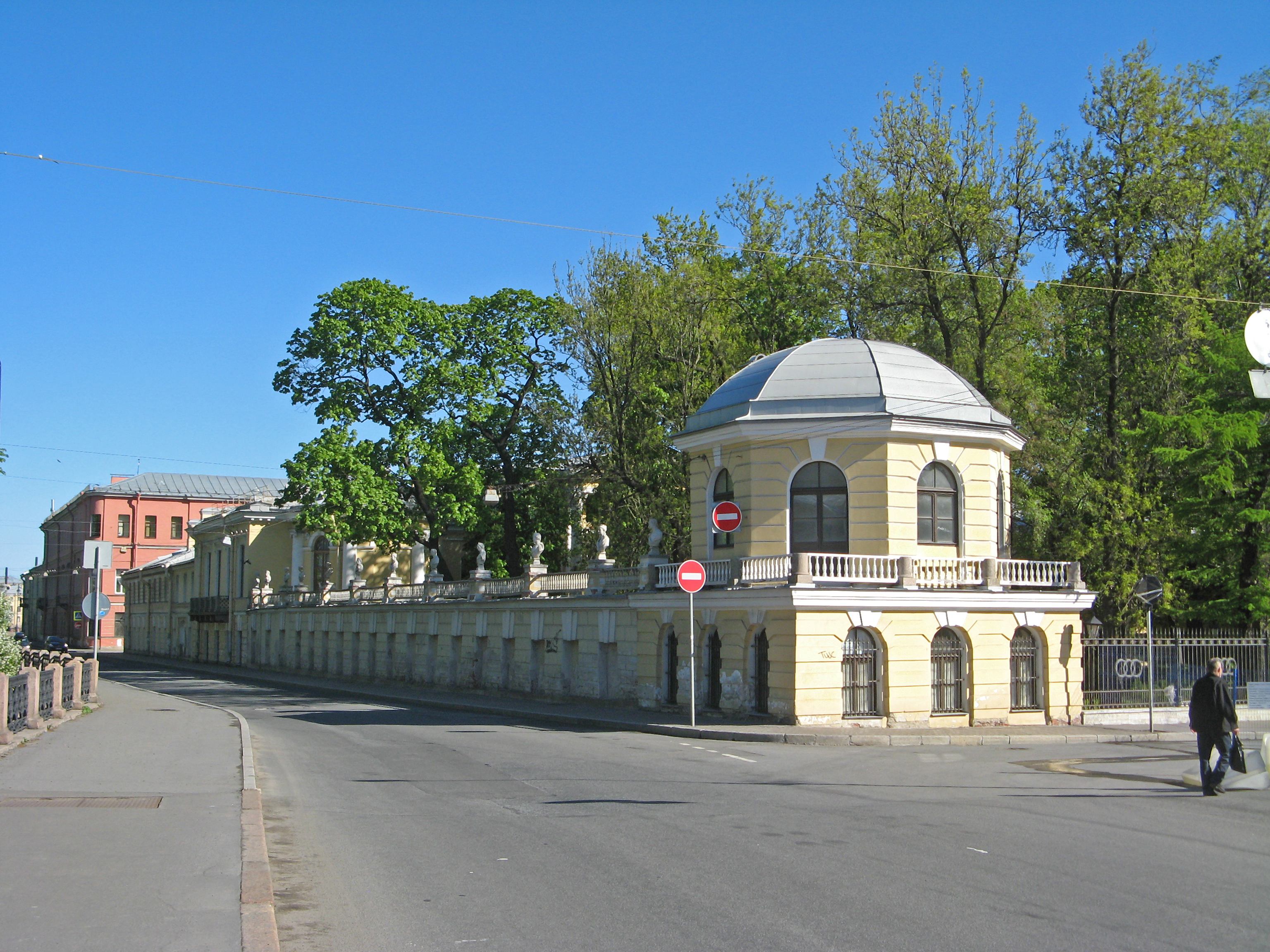
Садовый павильон
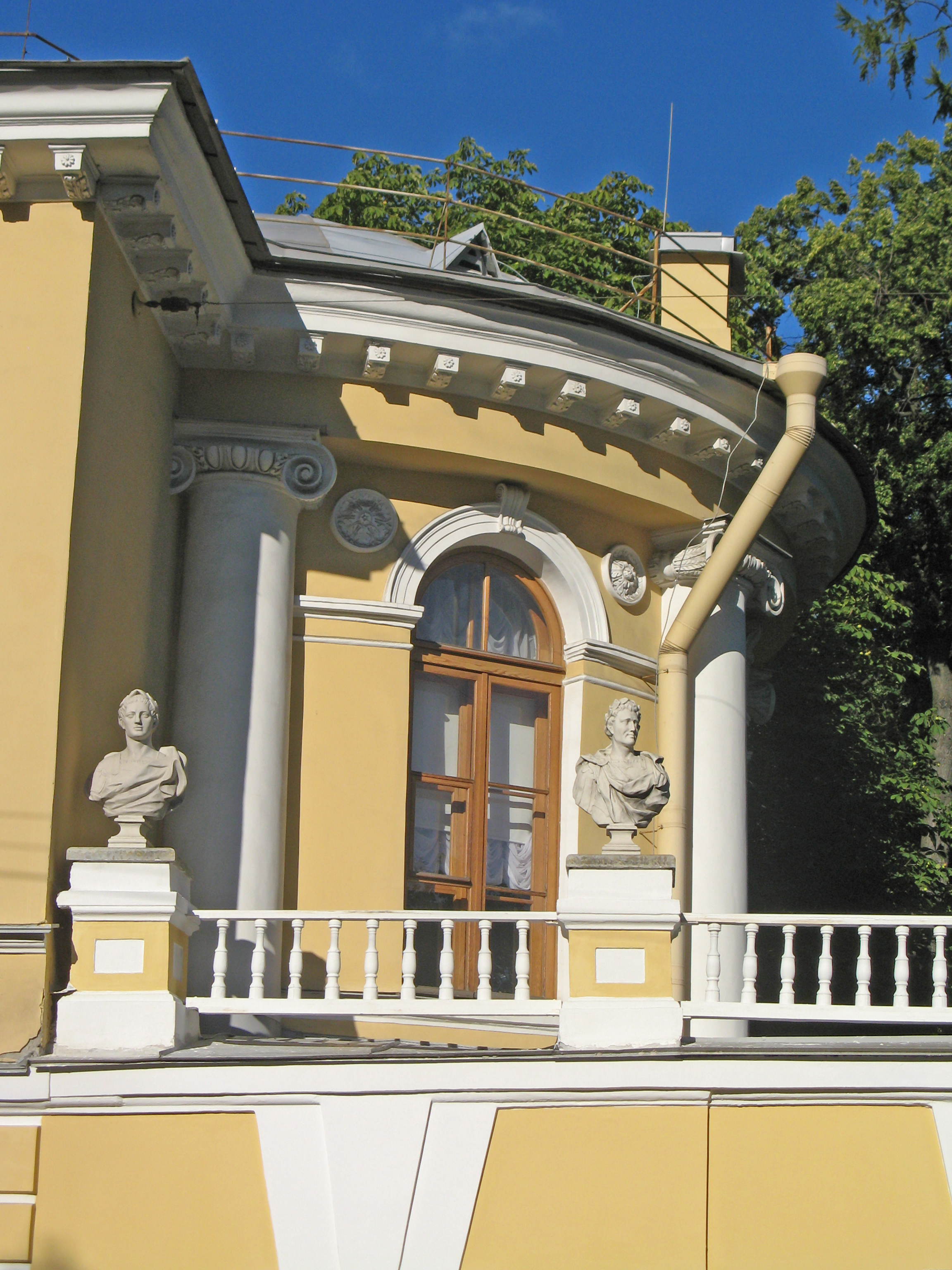
Ограда с бюстами

## Интерьеры
Внутренние помещения дворца в 1822—1825 годах перестраивал архитектор А. А. Михайлов 2-й. Он создал анфиладу парадных залов со стороны сада. Сохранившиеся росписи потолков Белого и Танцевального залов предположительно выполнены живописцем Джованни Батистой Скотти. До настоящего времени частично или целиком сохранились интерьеры 15 помещений. Это анфилада залов (Малиновая гостиная, Голубая гостиная, Белый и Танцевальный залы и др.), выходящих на Ново-Адмиралтейский канал (в сад), и комнаты, примыкающие к ней. В отделке парадных интерьеров преобладает классический стиль/ампир.

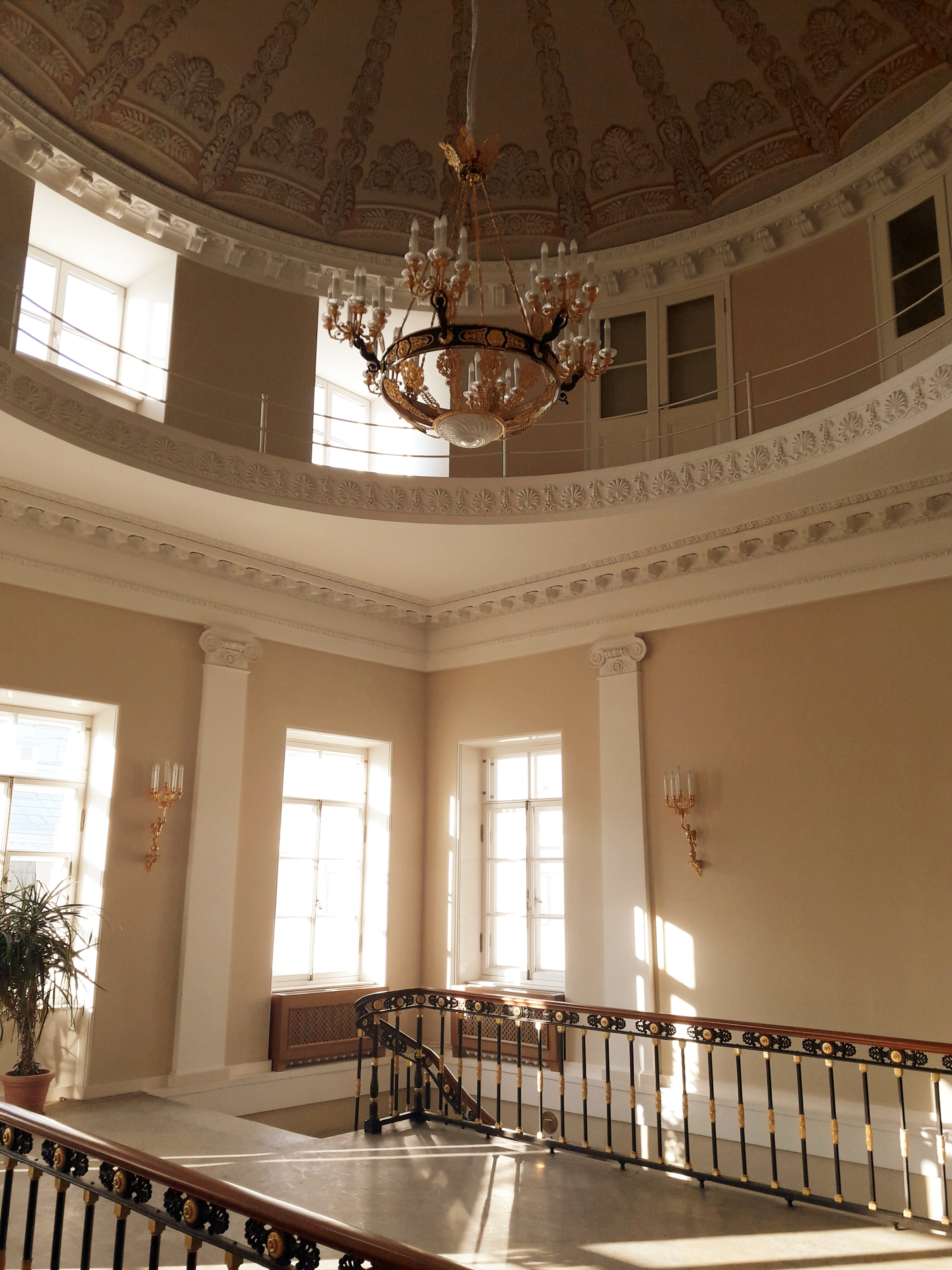
Главная лестница дворца Бобринских
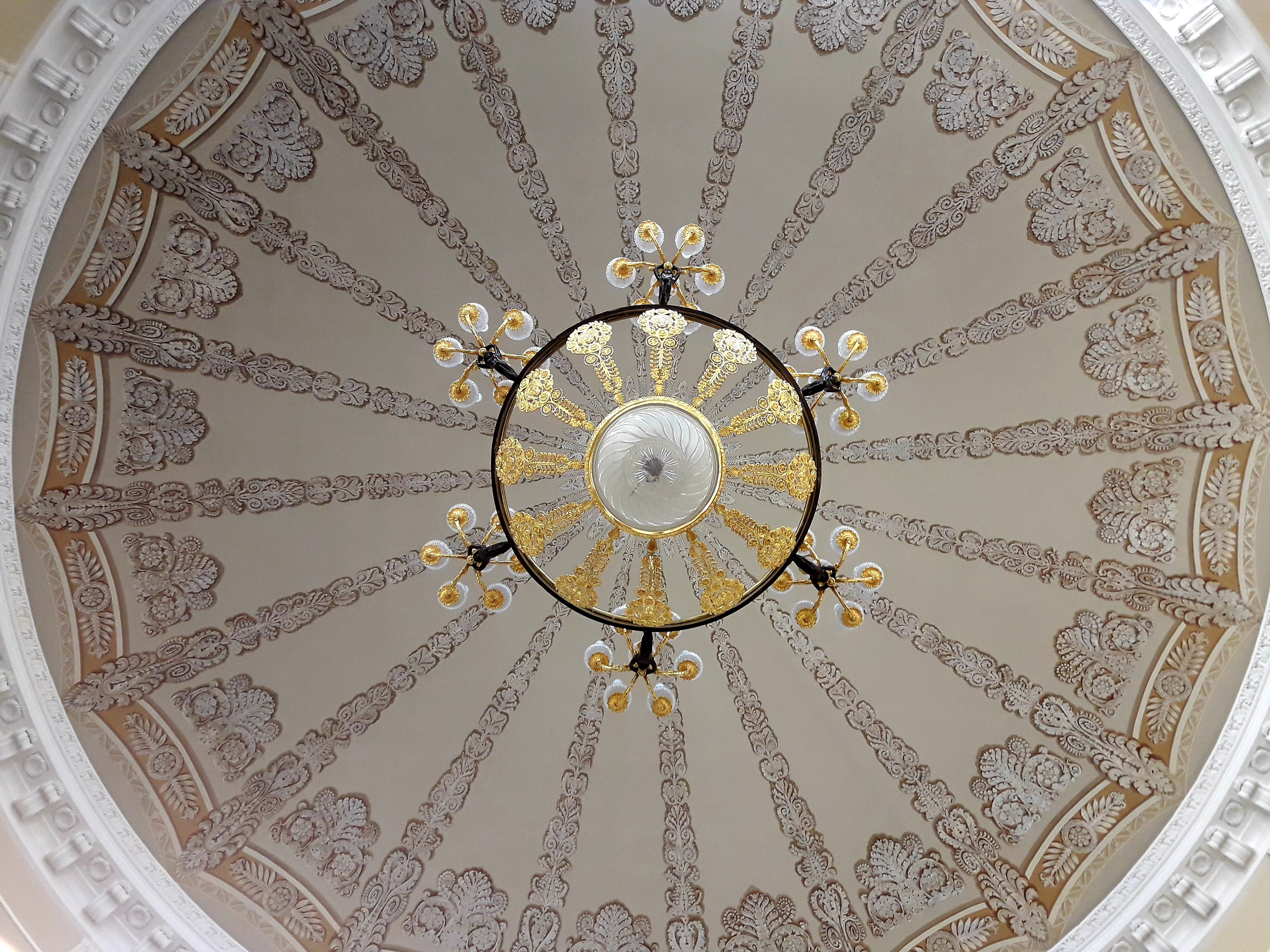
Роспись потолка над главной лестницей
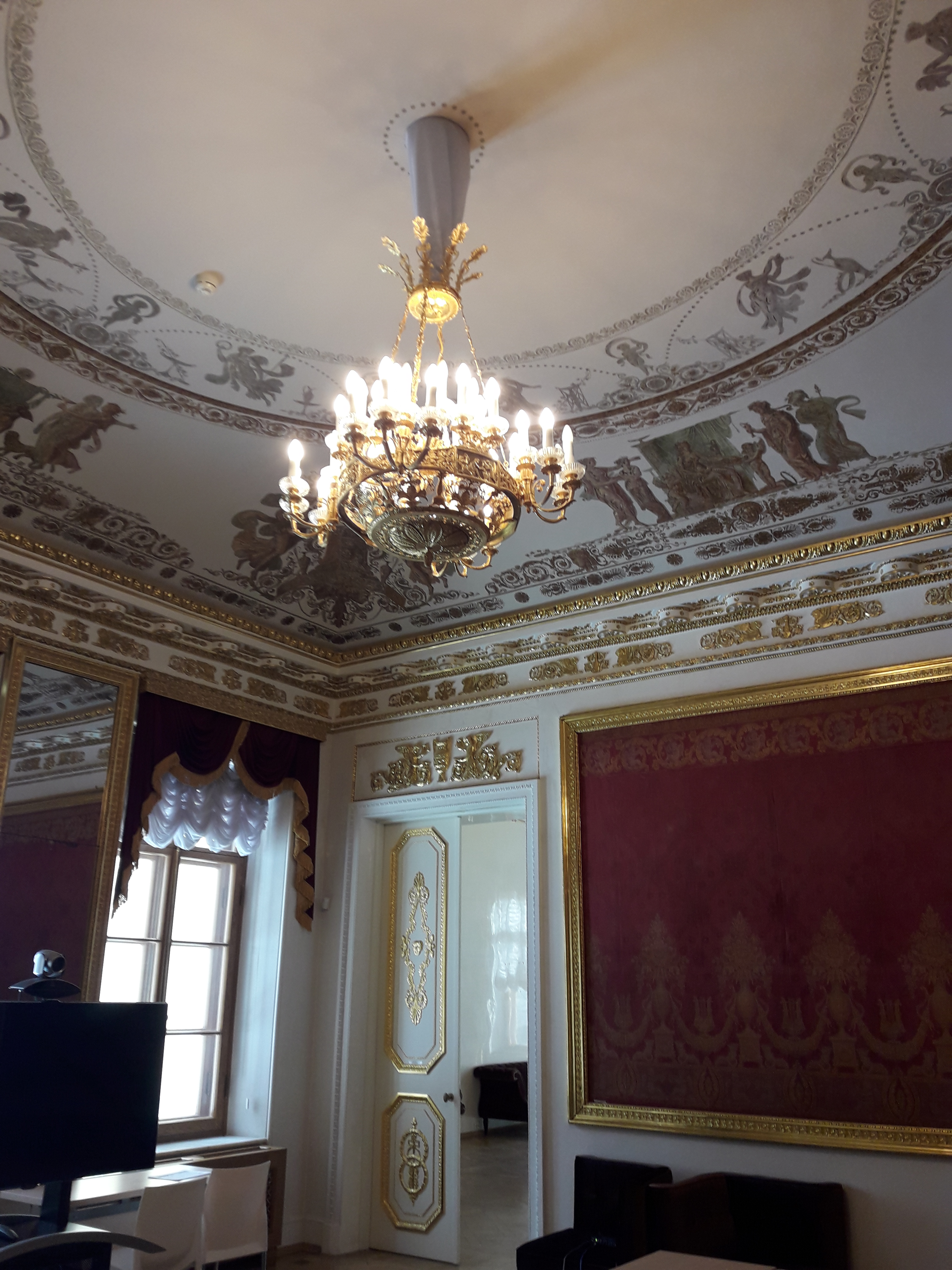
Малиновая гостиная
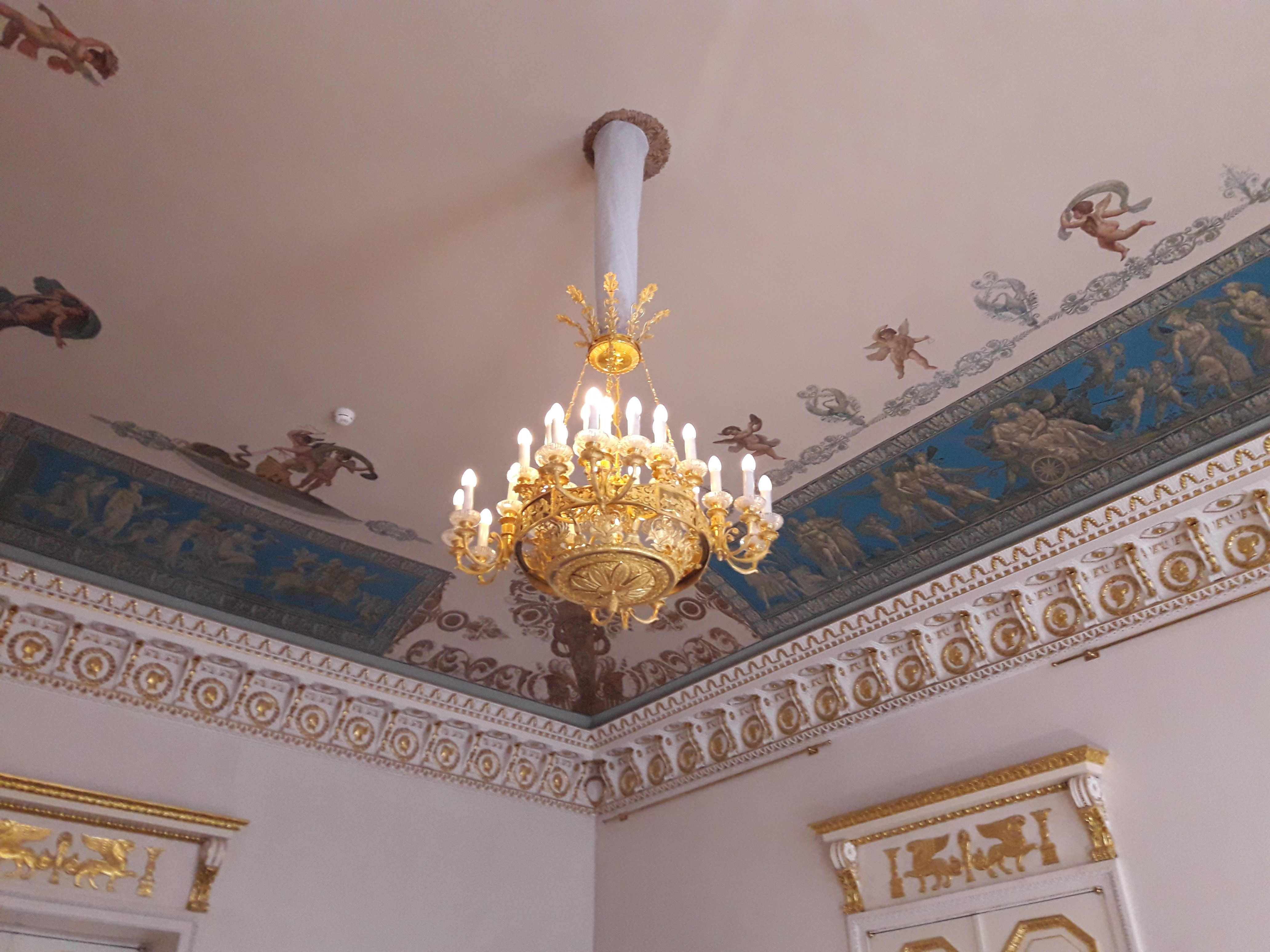
Голубая гостиная
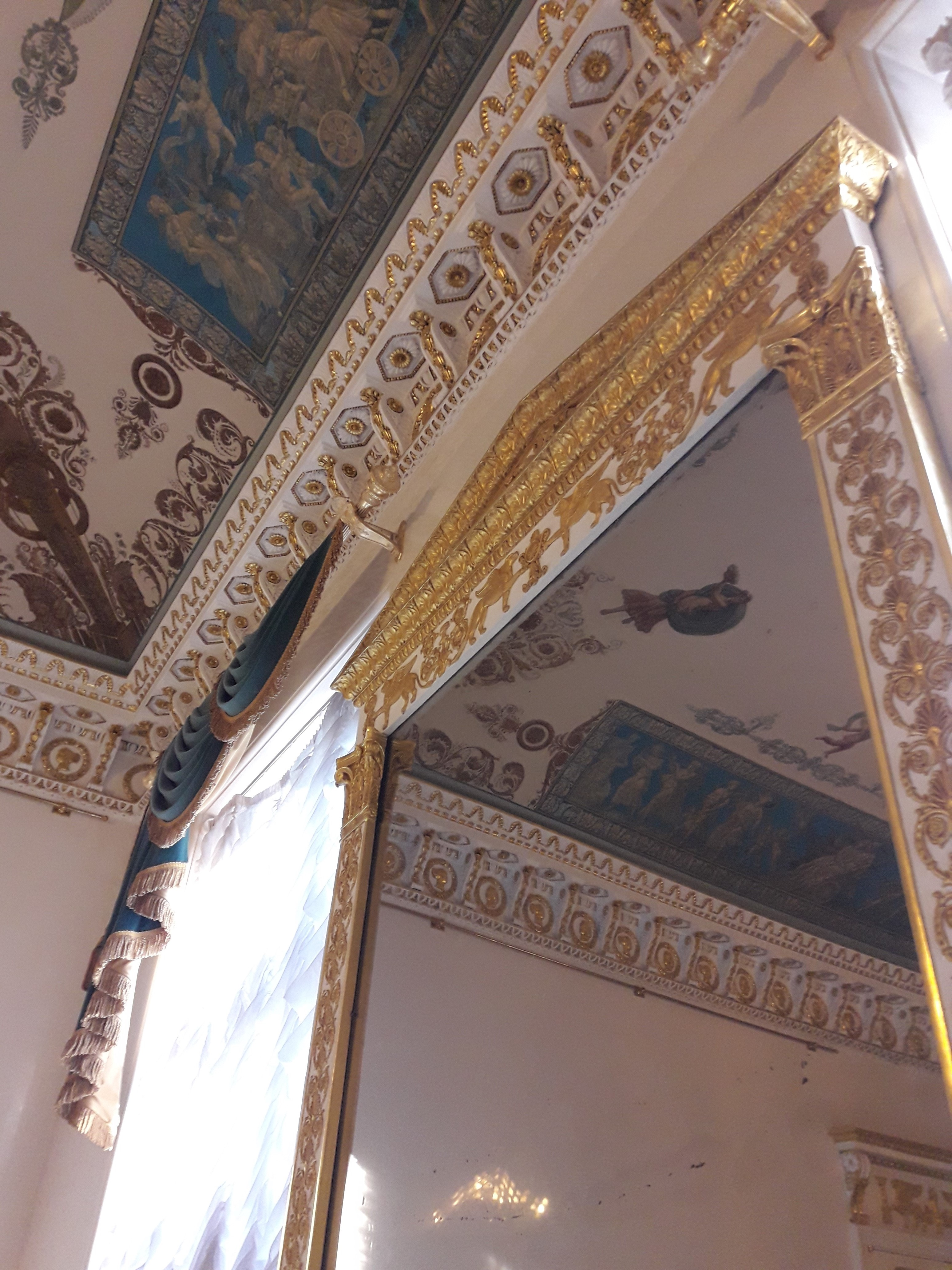
Детали интерьера Голубой гостиной
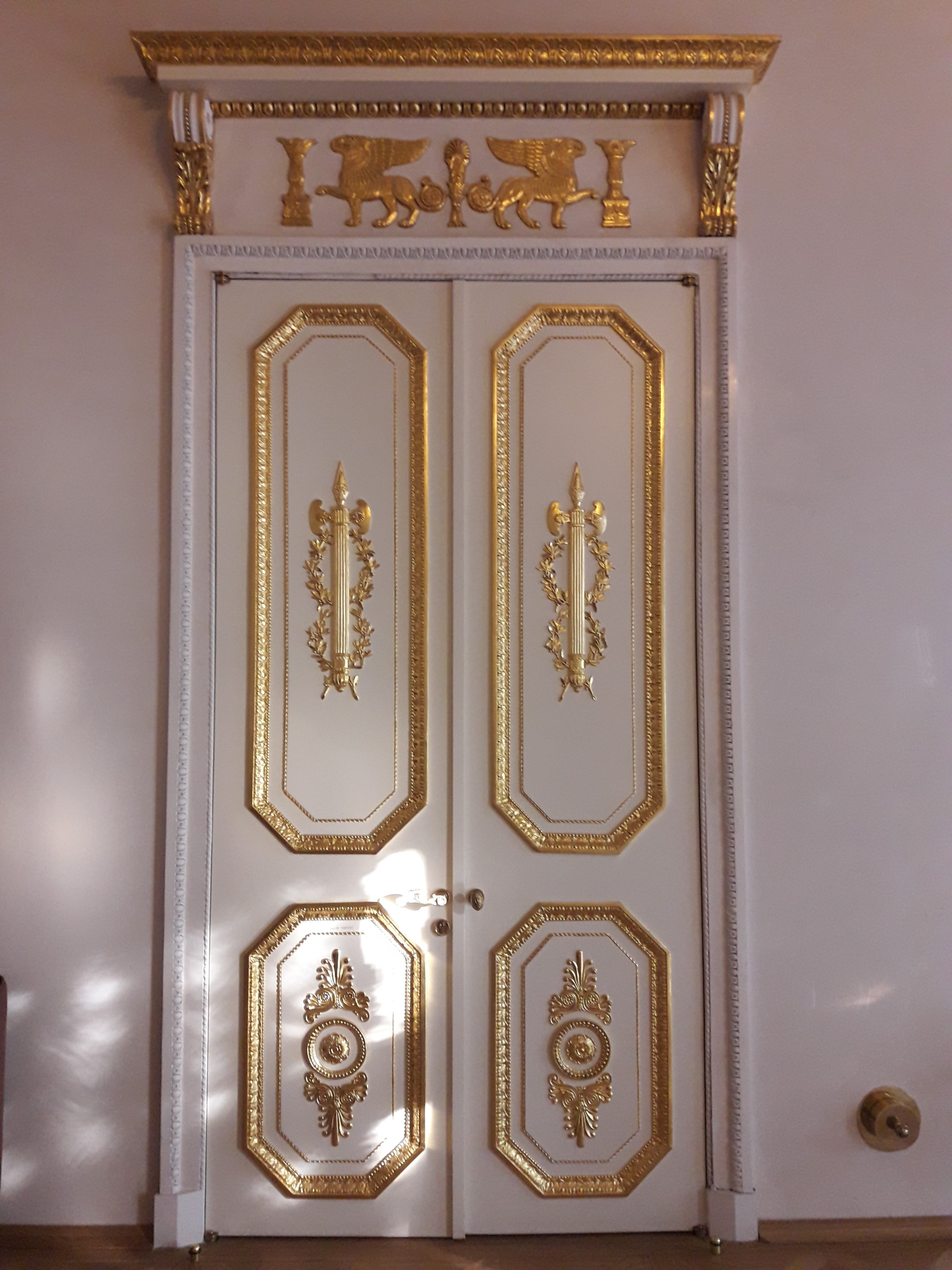
Двери в Голубой гостиной